# Mary Fallin
Mary Fallin (Warrensburg, 9 de Dezembro de 1954) é uma política americana membro do Partido Republicano. Foi governadora do Estado de Oklahoma.
Fallin foi eleita pela primeira vez para a Câmara dos Deputados de Oklahoma em 1990. Ela serviu dois mandatos consecutivos. De 1995 a 2007 foi vice-governadora do estado. Entre 2007 e 2010 foi deputada da Câmara dos Representantes dos Estados Unidos pelo 5º distrito de Oklahoma.
Em 10 de novembro de 2010, Mary venceu a disputa para o governo de Oklahoma com mais de 60% dos votos. Em 2014 foi reeleita para mais um mandato.

## Biografia
Mary Fallin nasceu Mary Copeland em Warrensburg, Missouri; sendo filha de Mary Duffan e Joseph Newton Copeland. Seus pais serviram como prefeitos de Tecumseh, Oklahoma, cidade na qual Mary passou sua infância e juventude. Ambos eram membros do Partido Democrata de Oklahoma e ela própria esteve envolvida com o partido até os 21 anos de idade. Em 1975, Fallin filiou-se ao Partido Republicano de Oklahoma, passando a atuar na ala juvenil Young Republicans. Após graduar-se na Tecumseh High School, Fallin ingressou na Universidade Batista de Oklahoma, sediada em Shawnee. Fallin possui um bacharela em Ciências Humanas e Relações Familiares e Desenvolvimento Infantil pela Universidade Estadual de Oklahoma. 
Após seu período na universidade, Fallin trabalhou no Departamento de Turistmo e Recreação do estado, entre outras agências governamentais estaduais. Em 1983, ingressou no setor provado como gerente da rede de hotéis Lexington Hotel and Suites. Além disto também atuou no setor comercial e imobiliário.